# Matabei Iwasa
Matabei Iwasa (jap. 岩佐 又兵衛 Iwasa Matabei; ur. 1578, zm. 1650) – japoński malarz.
Matabei Iwasa znany był również jako Katsumochi Iwasa (jap. 岩佐 勝以 Iwasa Katsumochi). Posługiwał się również pseudonimami artystycznymi (gō) Dōun, Un’ō, Unnō, Shōi, Kekishokyū, Ukiyo-Matabe, Iwasa Matabe no Iō i Matabe no Iō.

## Życiorys
Był synem daimyō Itami Murashige Arakiego, przypuszczalnie nieślubnym. Pozostający w służbie Nobunagi Ody Araki został zmuszony do popełnienia seppuku, w związku z czym mały Matabei wychowywał się u mamki w Kioto. Studiował malarstwo szkoły Tosa w Sakai u Mitsunoriego Tosy i malarstwo szkoły Kanō u Naizena Kanō. W swojej twórczości połączył dorobek obu tych szkół z własnym, indywidualnym stylem, cechującym się precyzyjnym stosowaniem linii pędzla, podkreślającym wszystkie elementy kompozycji. Tworzył dekoracyjne prace cechujące się świetlistymi barwami, z użyciem złota i srebra.
Po opuszczeniu Kioto, gdzie prowadził cieszącą się dużym uznaniem pracownię, przeniósł się w 1616 roku do Fukui. W tym okresie wypracował charakterystyczny typ postaci ludzkiej o wydłużonej twarzy z pełnymi policzkami i faliście wygiętym ciałem. W 1637 roku na zaproszenie sioguna Iemitsu Tokugawy przybył do Edo. Założył tam kolejną pracownię, którą po śmierci przejął jego syn, Katsuhige Iwasa. Pracownie Iwasy w Kioto, Fukui i Edo przetrwały, w kolejnych latach produkując liczne dzieła w stylu mistrza, co stało się później przyczyną problemów z atrybucją obrazów.
Tworzył w stylu yamato-e, jego twórczość nosi już jednak cechy nowego stylu, ukiyo-e. Malował głównie portrety, pejzaże, a także zwoje przedstawiające sceny z teatru lalkowego.

## Galeria

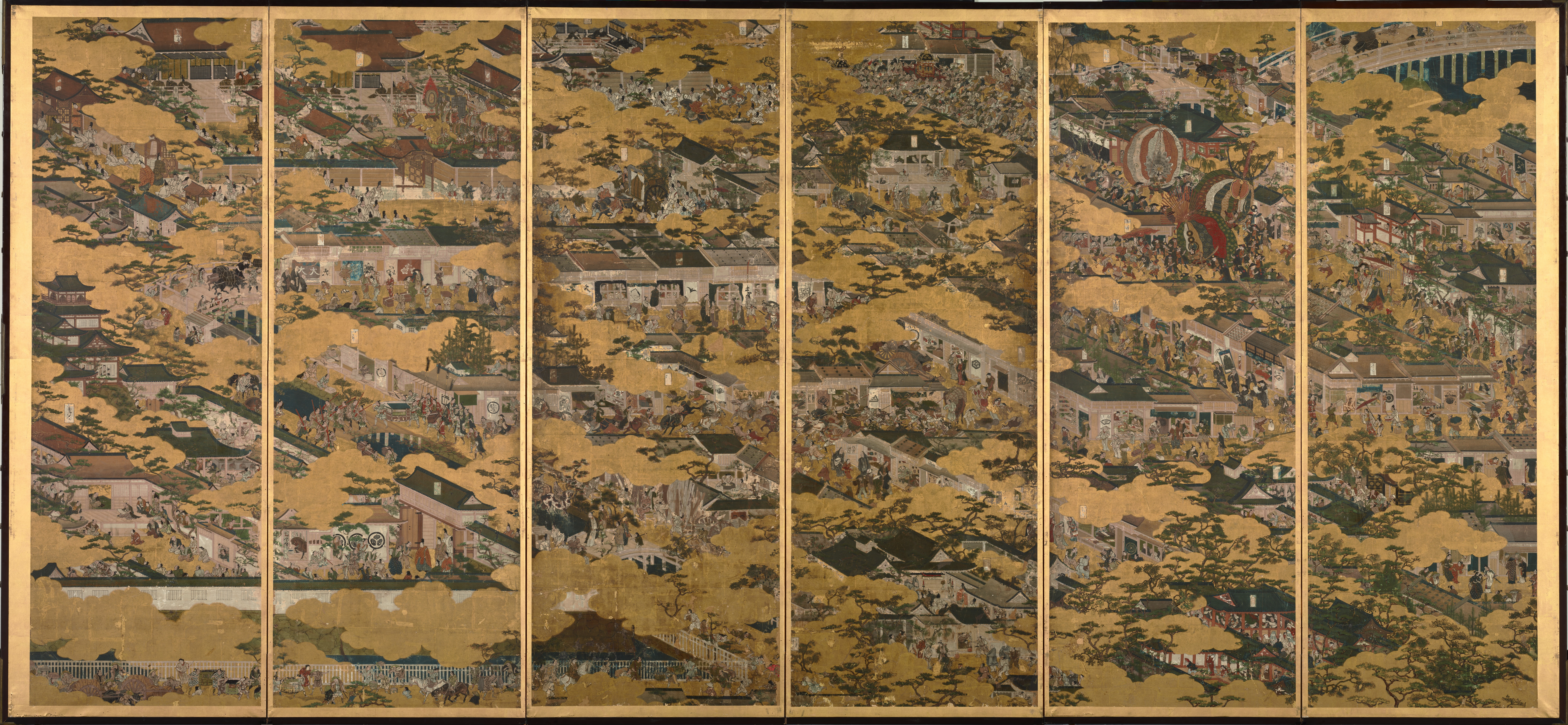
Widoki Kioto i okolic, lewy parawan z pary sześcioskrzydłowych parawanów, tusz i farba na złoconym papierze, Muzeum Narodowe w Tokio
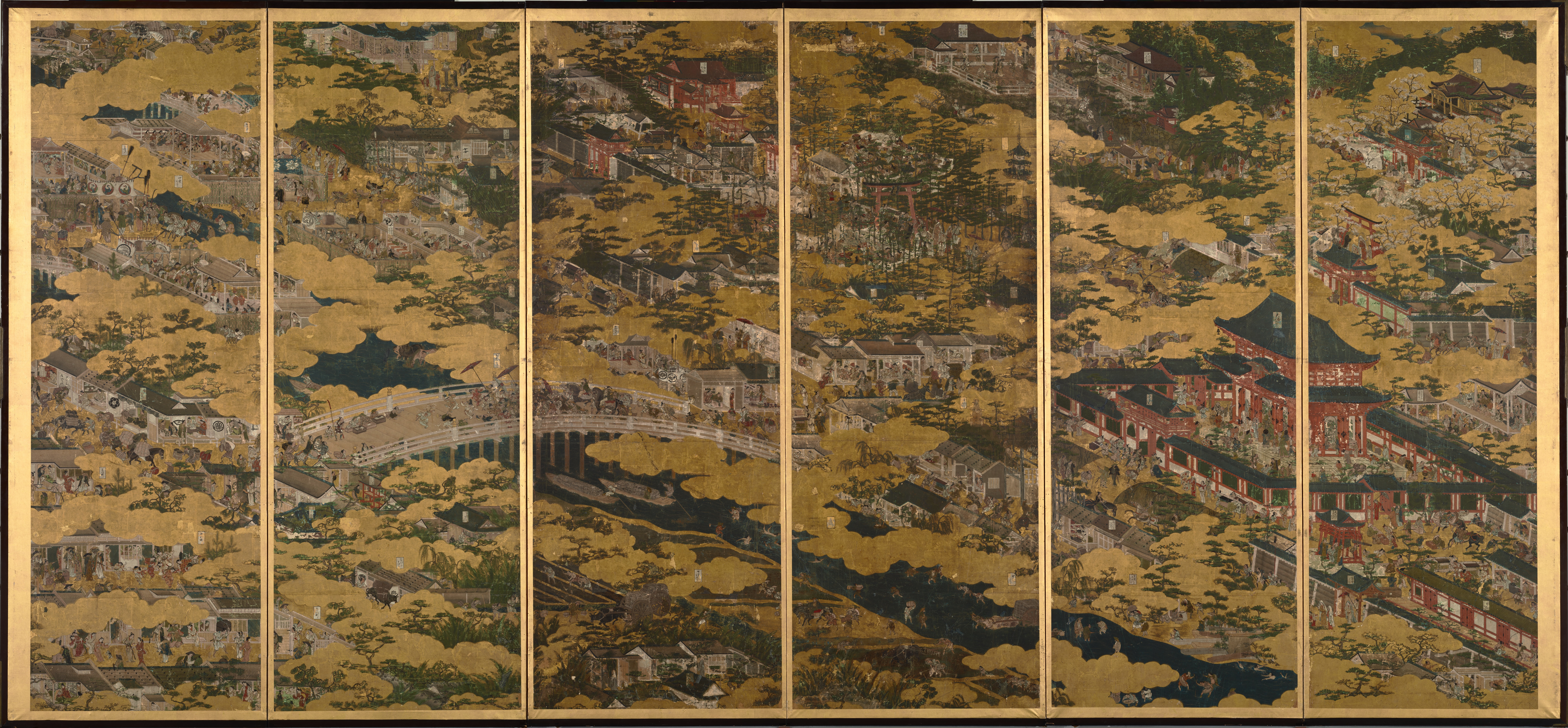
Widoki Kioto i okolic, prawy parawan z pary sześcioskrzydłowych parawanów, tusz i farba na złoconym papierze, Muzeum Narodowe w Tokio